# ویلیام استرلینگ
ویلیام استرلینگ (انگلیسی: William Stirling; ۲۵ مهٔ ۱۹۰۷ – ۲۹ اوت ۱۹۷۳) فرد نظامی اهل بریتانیا بود. وی همچنین برندهٔ جوایزی همچون نشان حمام و نشان امپراتوری بریتانیا شده‌است.